# 海南猪屎豆
海南猪屎豆（学名：Crotalaria hainanensis）为豆科猪屎豆属下的一个种。其种加词“hainanensis”意为“海南的”。